# Erlotinib
 (janvier 2022).
Si vous disposez d'ouvrages ou d'articles de référence ou si vous connaissez des sites web de qualité traitant du thème abordé ici, merci de compléter l'article en donnant les références utiles à sa vérifiabilité et en les liant à la section « Notes et références ».
L'erlotinib est un anticancéreux, utilisé dans certains cancers comme le CBNPC (Cancer Bronchique Non à Petites Cellules) ou encore le cancer du pancréas.

## Mode d'action
L'erlotinib inhibe l'EGFR, une tyrosine kinase, empêchant son activation par auto-phosphorylation, empêchant la transduction de signaux bénéfiques à la cancérogenèse. En raison du blocage en aval de la signalisation, la prolifération des cellules est arrêtée, et la mort cellulaire est induite par la voie intrinsèque de l'apoptose.